# Alice Carlsson
Alice Kristina Carlsson, född 15 september 1995, är en svensk fotbollsspelare som spelar för Hammarby IF.

## Karriär
Carlssons moderklubb är Hyssna IF. Därefter gick hon till IFK Örby. Carlsson spelade 32 matcher och gjorde tre mål för Örby i Division 3 mellan 2011 och 2012. Inför säsongen 2013 gick Carlsson till division 1-klubben Qviding FIF, där hon spelade 10 matcher. Carlsson återvände under säsongen 2013 till IFK Örby, där hon mellan 2013 och 2016 spelade 65 ligamatcher och gjorde ett mål i Division 1.
Inför säsongen 2017 värvades Carlsson av Jitex BK. Hon spelade 43 ligamatcher och gjorde två mål i Division 1 mellan 2017 och 2018 och var dessutom lagkapten i klubben. Jitex vann serien båda åren men förlorade i kvalen mot Asarums IF respektive Borgeby FK. I december 2018 värvades Carlsson av IF Brommapojkarna. Hon spelade samtliga 26 ligamatcher och gjorde ett mål i Elitettan 2019.
Inför säsongen 2020 värvades Carlsson av Hammarby IF, där hon direkt blev klubbens lagkapten. Carlsson spelade samtliga 26 ligamatcher och gjorde ett mål i Elitettan 2020 då Hammarby blev uppflyttade till Damallsvenskan. Hon debuterade i Damallsvenskan den 18 april 2021 i en 1–0-förlust mot BK Häcken FF. I november 2021 förlängde Carlsson sitt kontrakt med två år. Hon vann svenska cupen med Hammarby 2023. I juli 2023 förlängde Carlsson sitt kontrakt fram till 2027. I november samma år blev hon tillsammans med Hammarby svenska mästare.

## Meriter
- Svenska cupen: 2022/2023
- Svenska mästare: 2023